# Marmion (poème)
Pour les articles homonymes, voir Marmion.
Marmion est un poème épique de Walter Scott paru en 1808 et qui relate la bataille de Flodden Field en 1513.
Scott a entamé la rédaction de Marmion, son deuxième écrit majeur, en novembre 1806. Lorsque l'éditeur Archibald Constable l'apprend, il lui offre mille guinées. William Miller et John Murray acceptent de participer au projet à hauteur de 25 %. Murray fait cette observation : « Nous avons tous deux considéré comme honorable, rentable et glorieux d'être associé à la publication d'un nouveau poème de Walter Scott. » Scott a dit plus tard qu'il avait pris un grand plaisir à écrire cet ouvrage.
En 1807, Scott met à profit des manœuvres avec les Light Horse Volunteers (formés pour faire face à une éventuelle invasion française) pour peaufiner sa description de Flodden. Marmion est terminé le 22 janvier 1808 et publié le 22 février suivant à 2 000 exemplaires dans une édition in-quarto. Cette édition, dont le prix s'élève à une guinée et demie, s'écoule en un mois. Elle est suivie par plusieurs éditions in-octavo entre 1808 et 1825.

## L'intrigue

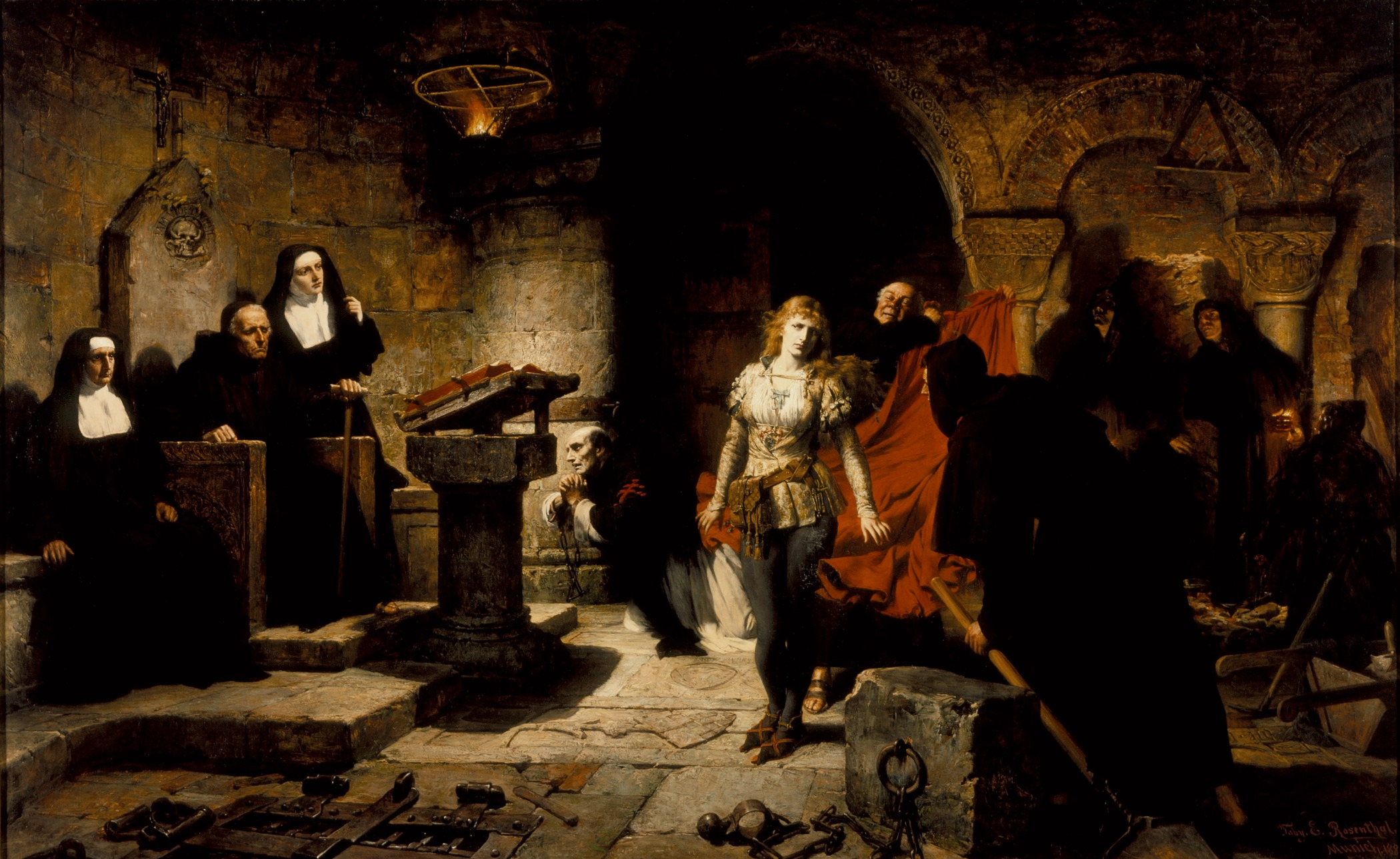
La peinture à l'huile The Trial of Constance de Beverly, par Toby Edward Rosenthal, représente le jugement de Constance (1880-1883).

Lord Marmion, un favori d'Henri VIII, est épris de Clara de Clare, une femme riche. Avec sa maîtresse, Constance de Beverley, il forge une fausse lettre laissant penser que le fiancé de Clara, Sir Ralph de Wilton, est coupable de trahison. Par ce moyen, Constance, une religieuse qui a rompu ses vœux, espère reconquérir Marmion. De Wilton provoque Marmion en duel, afin de défendre son honneur, mais il est battu et doit s'exiler. Clara se retire dans un couvent plutôt que de subir les attentions de Marmion. De son côté, Constance voit ses espoirs s'envoler quand Marmion l'abandonne ; elle finit emmurée vivante dans le couvent de Lindisfarne pour avoir brisé ses vœux. Elle prend sa revanche en donnant à l'abbesse, qui est l'un de ses trois juges, les documents qui prouvent l'innocence de Wilton. Rentré sous le déguisement d'un pèlerin, ce dernier suit Marmion à Édimbourg, où il rencontre l'abbesse, qui lui donne les documents à décharge. Lorsque l'hôte de Marmion, le comte d'Angus, découvre ces documents, il arme de Wilton et l'agrée à nouveau comme chevalier. Toutefois, les projets de vengeance de Wilton sont modifiés par la bataille de Flodden Field ; Marmion meurt sur le champ de bataille, au cours de laquelle de Wilton montre de l'héroïsme ; il retrouve son honneur, obtient de récupérer ses terres et se marie avec Clara.

## Annexe
- Young Lochinvar, film muet réalisé par W. P. Kellino en 1923, sorti en 1924.